# Cramond (Écosse)
Pour les articles homonymes, voir Cramond.
L'île de Cramond (Cramond Island) est l'une des nombreuses îles qui émergent du Firth of Forth, sur la côte est de l'Écosse, non loin d'Édimbourg. Comme son nom l'indique, elle se trouve à proximité du village de Cramond. L'île de Cramond s'étend sur une longueur de 500 mètres et couvre une superficie de 19 ares. On considère généralement qu'elle fait partie du domaine de Dalmeny. Strictement parlant, Cramond n'est pas une île, car elle est accessible à marée basse, par le moyen d'une longue chaussée. Ceci favorise les visiteurs qui désirent se rendre sur l'île. Cramond se trouve à un peu plus d'un kilomètre de la côte, information dont il faut tenir compte lorsqu'on désire entreprendre le passage, dans la mesure où la marée survient rapidement. On peut considérer que l'île fait aussi partie de l'estuaire de l'Almond (en), une rivière dont l'embouchure se trouve à proximité de la chaussée de Cramond.

## Histoire

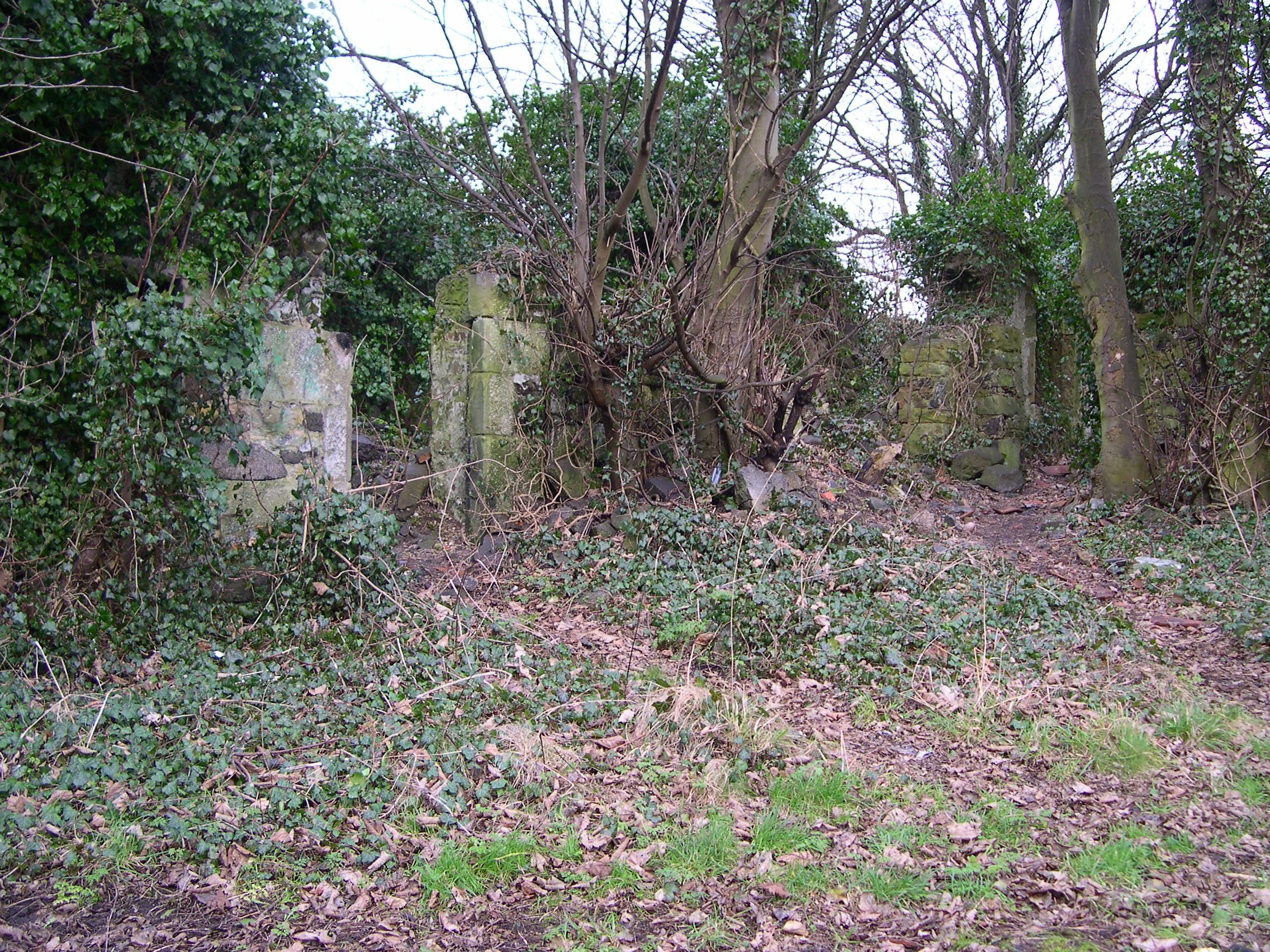
Les ruines d'une ferme sur l'île de Cramond.

Des découvertes archéologiques tendent à prouver que l'île avait un intérêt particulier pour les peuples préhistoriques qui vivaient le long de la côte du Firth of Forth. On y a retrouvé une tombe rupestre. Des recherches à venir pourraient apporter davantage de renseignements sur la présence humaine en cet endroit.
Comme le village de Cramond, tout près, abritait une garnison romaine, il est très vraisemblable que l'île ait bénéficié à son tour de cette présence. La présence romaine en Écosse n'a certes jamais été particulièrement forte, mais Cramond est l'un des sites archéologiques écossais les plus riches de cette période, avec le site de Trimontium, près de Melrose.
Tout au long de l'histoire, l'île de Cramond a été utilisée pour la culture et l'élevage de moutons, ainsi que, semble-t-il, pour la pêche. L'île avait autrefois fait sa renommée sur ses parcs à huîtres, mais ceux-ci ont disparu en raison d'une industrie de la pêche trop forte. Au nord-ouest de l'île, on a retrouvé les restes d'une jetée, construite dans des matériaux locaux et qui pourrait dater du Moyen Âge. Au centre de l'île, à demi cachées dans les bois, se dressent les ruines d'une ferme en pierres. Cette ferme apparaît sur une carte de 1853, mais elle pourrait être beaucoup plus ancienne. Elle fut occupée jusque dans les années 1930 et l'on élevait des ovins sur l'île jusque dans les années 1960.

## Seconde Guerre mondiale

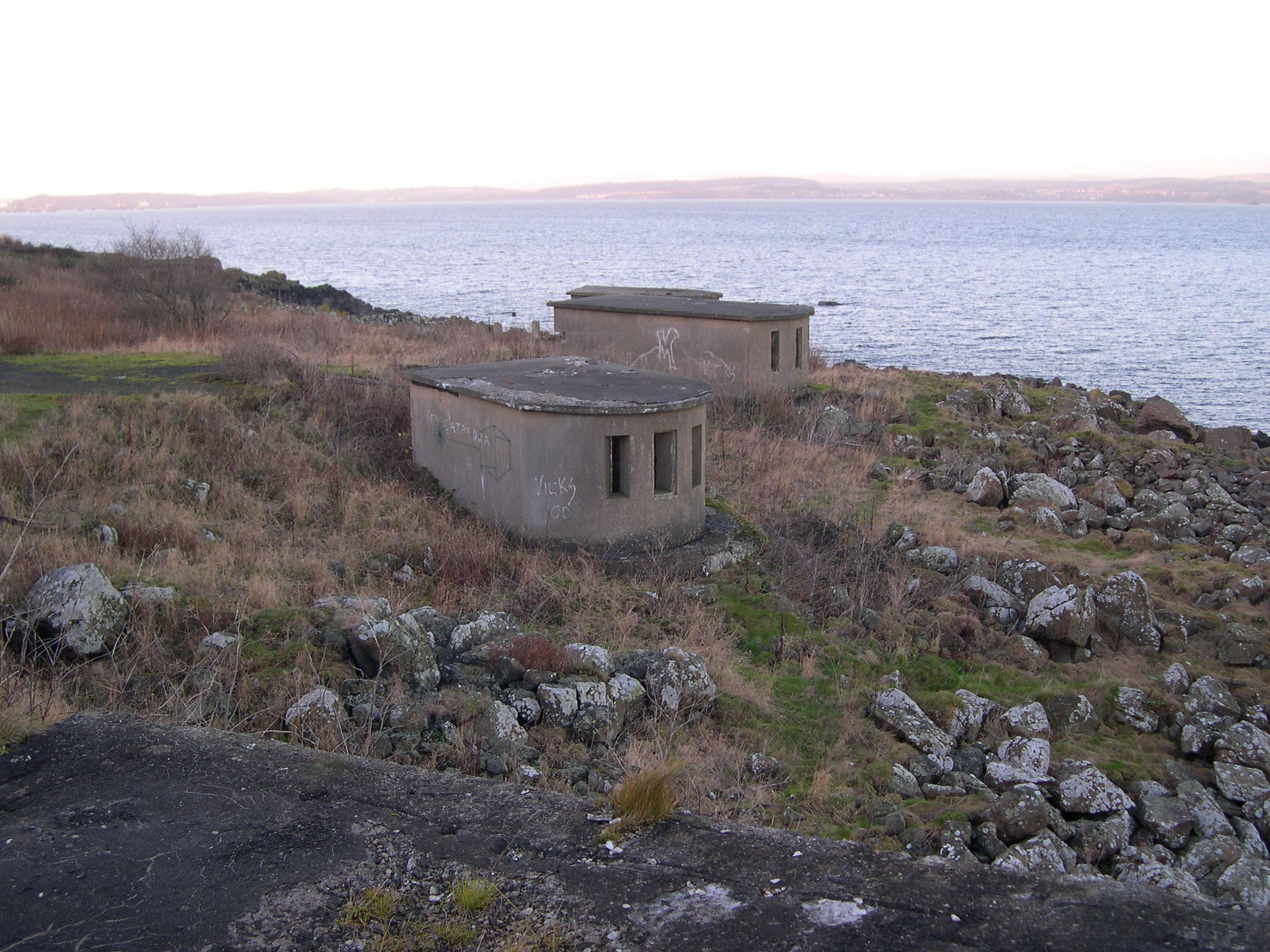
Fortifications de la Seconde Guerre mondiale sur l'île de Cramond.

Alors que la guerre éclatait, Cramond, comme d'autres îles du Firth of Forth, fut équipée de fortifications afin de se prémunir contre l'intrusion éventuelle de bâtiments ennemis dans le Firth. Un grand nombre de ces constructions existent toujours et peuvent être visitées par les touristes. Après la traversée de la chaussée, les premières structures visibles sont les emplacements d'une mitrailleuse de 75 mm et du projecteur lumineux qui l'éclairait. On trouve d'autres constructions plus au nord dans l'île, principalement des emplacements de mitrailleuse ou des abris, ainsi que deux salles qui contenaient à l'époque tout l'équipement nécessaire à l'entretien de ce matériel de guerre.
Plus loin, sur la côte nord de l'île, se trouvent des structures en béton, tout ce qui reste des baraques qui abritaient les garnisons sur l'île.
Enfin, sur la côte ouest de l'île de Cramond, on trouve une petite construction en brique dont l'utilisation demeure inconnue. À proximité, une structure construite à même la roche devait sans doute constituer un stock de munition durant la guerre, bien que la pierre avec laquelle il a été érigé semble bien antérieure et puisse dater de la même période que la ferme que l'on trouve au milieu de l'île.

## L'île de Cramond aujourd'hui
L'île est aujourd'hui un lieu de détente pour les habitants de la côte comme pour les touristes. Elle abrite le festival controversé de musique punk dont la dernière édition en date remonte au 27 août 2006. Lors de cette dernière édition, des groupes comme Oi Polloi ont attiré plus de trois cents personnes. 